# Xastra
Xastra (en sànscrit शास्त्र, Śāstra, 'tractat', 'escrit', 'ensenyaments') és un mot sànscrit que, en un sentit general, fa referència a una reglamentació. S'utilitza generalment com un sufix en el context dels coneixements tècnics o especialitzats d'una àrea pràctica definida, com per exemple bhautika-xastra (regles de la física), rasayana-xastra (de la química), jiva-xastra (de la biologia), vastu-xastra (ciència arquitectònica), xilpa-xastra (ciència de l'escultura), artha-xastra (economia) o niti-xastra (ciències polítiques). En essència, el xastra és el coneixement que es basa en principis considerats intemporals.
Xastra també es refereix a un tipus d'escriptures específiques. En aquest context, un xastra és un tractat o un text escrit per a explicar una idea, especialment en assumptes relacionats amb la religió. En l'hinduisme, els Dharma-xastra constitueixen un immens corpus d'estudis detallats sobre els deures religiosos de la tradició brahmànica. En el budisme, els xastra són tractats sobre les doctrines contingudes en els sutres o comentaris sobre aquests tractats, escrits per grans mestres de les diferents línies de pensament del budisme mahayana.